# ريتشارد إتش ستيرن
ريتشارد إتش ستيرن (بالإنجليزية: Richard H. Stern)‏ هو محامي أمريكي، ولد في 9 سبتمبر 1931 في نيويورك في الولايات المتحدة.